# Quercus hartwissiana
Quercus hartwissiana là một loài thực vật có hoa trong họ Cử. Loài này được Steven miêu tả khoa học đầu tiên năm 1857.

## Hình ảnh

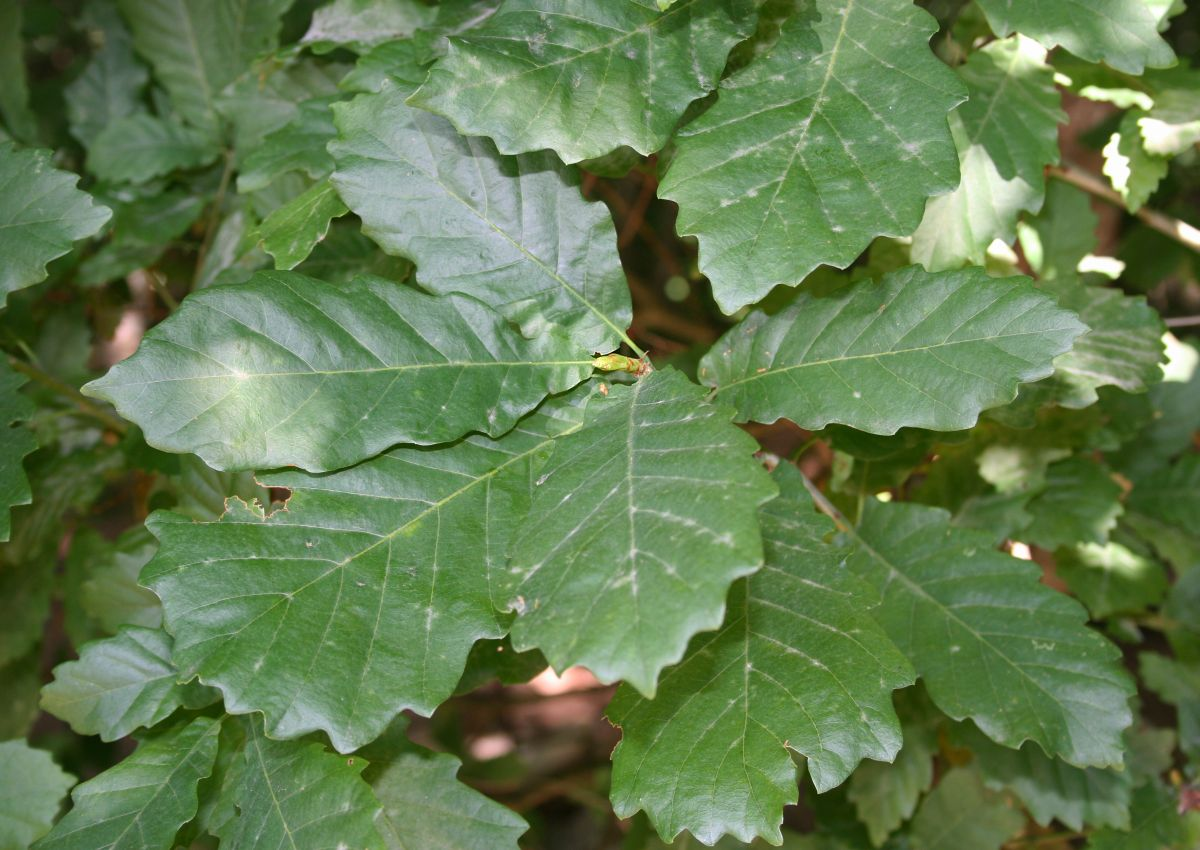